# Maurice Grosser
Maurice Grosser, né le 23 octobre 1903 à Huntsville en Alabama et mort le 23 décembre 1986 à New York, est un peintre américain. Il était spécialisé dans les paysages, les natures mortes et les portraits.

## Biographie
Diplômé de Harvard en mathématiques, Maurice Grosser est devenu peintre après un séjour en France et en Italie. Il a écrit le scénario des opéras de son compagnon Virgil Thomson Four Saints in Three Acts (en) (1934) et The Mother of Us All (en) (1947) d'après les textes de Gertrude Stein.

## Œuvres
Ses œuvres sont présentes au Museum of Modern Art, au Brooklyn Museum et au Musée des beaux-arts de Boston. 

## Expositions
- Paris, Galerie Vignon, août (?) 1931
- Paris, Galerie des Quatre-Chemins, 10 - 22 avril 1933
- Paris, Galerie des Quatre-Chemins, 22 avril - 3 mai 1938
- Paintings of Morocco, March 29th - April 23rd, 1960, Carstairs Gallery
- Maurice Grosser, Recent Paintings, Greece and Brazil, March 19th - April 6th, 1957, Carstairs Gallery

## Publications
- The Painter's Eye, Rinehart, 1951 ; traduction française de Marc Baudoux, L'Œil du peintre, 1965
- Painting in our time, Charter Books, 1964
- Painter's progress, C. N. Potter, 1971
- Eighteen Portraits, Virgil Thomson, Maurice Grosser, V. Fitz Gerald & Company, 1985
- « Visiting Gertrude and Alice », The New York Review of Books, 6 novembre 1986